# 聖保羅地鐵2號線
聖保羅地鐵2號線（葡萄牙語：Linha 2 do Metrô de São Paulo）又称绿线，是圣保罗地铁的一条线路，连接玛达莱娜镇站和普鲁登特镇站，因沿着该城最重要的经济与金融中枢聖保羅人大道铺设而別稱聖保羅人线。虽然称为2号线，但本線為聖保羅地鐵第3條落成的路線，晚於1號線和3號線。